# Patrice Sciortino
Patrice Armand Yves Marie Sciortino (Parijs, 26 juli 1922 – Couches, 19 januari 2022) was een Frans componist, schrijver, muziekpedagoog, dirigent en pianist.

## Levensloop
Sciortino werd in een muzikale familie geboren. Zijn vader Édouard Sciortino was zelf componist en muziekpedagoog, een leerling van Vincent d'Indy, die Gregoriaanse gezangen aan de Schola Cantorum in Parijs leerde; zijn moeder was een dichteres en een amateur pianiste. Zijn eerste muzikale lessen kreeg hij op 6-jarige leeftijd vanzelfsprekend in de familie. Als hij 13 jaar was studeerde hij piano bij Jules Gentil en schrijven en componeren bij Achylle Philippe en zijn vader.
In 1942 werd hij organist aan de Kathedraal Saint Jean in Alès en muziekleraar aan het gymnasium in deze stad. In 1946 kwam hij terug naar Parijs en werkte als pianist, piano-begeleider, dirigent en componist voor opdrachten van de radio, televisie en de filmindustrie.
Na een periode van research van buiten-Europese muziek bij de Franse platenmaatschappij G.R.M., componeerde hij een exotisch en akoestisch werk Les cyclopes en maakte daarvan samen met de ingenieur Charlin een plaatopname van.
In samenwerking met de compagnie Joseph Russillo componeerde hij vier grote balletten.
Daarnaast forceerde hij ook zijn literaire activiteiten en schreef Stigmates, 20 stukken voor het theater en muzikale columns.
Nadat hij en cursus over analyse aan het Conservatoire Européen gehouden had, werd hij directeur van het Conservatoire du XIII ème arrondissement in Parijs in de tijd van 1979 tot 1992. In 1995 gaf hij een cursus over orkestratie en compositie aan de befaamde Schola Cantorum in Parijs. Hij was ook directeur voor muziekonderwijs in het Franse ministerie voor cultuur en voortgezet onderwijs.
Als componist schreef hij werken voor verschillende genres, symfonische werken, instrumentaal- en koormuziek, kamermuziek, werken voor harmonieorkest, cantates, een oratorium en werken voor ondes Martenot, accordeon en harmonica. Verder schreef hij 15 literaire werken zoals bijvoorbeeld Atsmeuk voor het O.R.T.F., L'affaire F.F.O.P.P., L'odyssée, Les navires du soleil en Cœur de fer.
Patrice Sciortino overleed in 2022 op 99-jarige leeftijd.

## Composities

### Werken voor orkest
- 1980 Edgar Poe, symfonisch gedicht
- Cercile Symphonie, voor orkest
- Concerto, voor piano en orkest
- Concerto Nr. 2, voor altsaxofoon en orkest
- Hera Symphonie, voor orkest
- Kaléidophone, concerto voor viool en orkest
- Premièr Symphonie, voor orkest
- Pupitres, voor strijkorkest
- Soleil de papier, voor strijkorkest
- Sonances, voor altsaxofoon en trompet solo en strijkorkest
  1. Souffle!
  2. Prends!
  3. Frappe!
  4. Embrasse!

### Werken voor harmonieorkest
- 1977 Ciels pour d'autres Hommes, voor harmonieorkest
- Arc, voor harmonieorkest
- La Mécanique Surnaturelle, voor groot harmonieorkest
- Phonies sans cordes, voor harmonieorkest
- Tombeau de Cyr, concerto grosso voor koperblazers

### Cantates, Oratoria en gewijde muziek
- Malédictions et lumières, oratorium

### Muziektheater

#### Opera's
| Voltooid in | titel                | aktes | première | libretto |
| ----------- | -------------------- | ----- | -------- | -------- |
|             | Orologos, kameropera |       |          |          |

#### Balletten
| Voltooid in | titel                           | aktes | première                                           | libretto | choreografie    |
| ----------- | ------------------------------- | ----- | -------------------------------------------------- | -------- | --------------- |
| 1973        | Hidden Rites uit "Les Cyclopes" |       | 1973, New York, Alvin Ailey American Dance Theater |          | Alvin Ailey     |
| 1980        | Edgar Poe                       |       |                                                    |          | Joseph Russillo |

#### Toneelmuziek
- Procession infernale, voor een acteur, drie strijkers, piano en klarinet
- L'affaire F.F.O.P.P

### Werken voor koren
- 1980 Sept souffles, voor twaalf stemmen
- Prisons, voor gemengd koor en slagwerk
- Entrailles, voor gemengd koor

### Vocale muziek
- Romanesque & Lamentable Serenade, voor zangstem en piano
- Vocalise au moulin, voor hoge stem en piano

### Kamermuziek
- 2006 Vibrations, voor 12 saxofoons
- 2007 Iber-amerique - 3 danses d'Amérique latine, voor cellokwartet
- Agogik, voor saxofoonkwartet
- Anklung, pour Clavier à Marteaux, voor ondes Martenot en piano
- Arcostrophe, voor cello solo
- As-If, voor klarinet, trombone, piano, marimba en cello
- Avatars conventionnels, sonate voor viool
- Calamus, voor basklarinet en piano
- Carnevale, voor strijksextet
- Carre de cinq, voor hobo en piano
- Charmeur de Serpents, voor klarinet en piano, op. 10
- Corps et Graphismes, voor twee piano's en twee slagwerkers
- Danse païenne, voor saxofoonkwartet
- Danzón, voor cello, klarinet, trombone, piano en marimba
- Douze duettes, voor twee saxofoons
- Ergies, voor trombone en piano
- Falw, voor saxofoon en slagwerk
- Flutitude, voor dwarsfluit solo
- Haclaba, voor hobo, klarinet en fagot
- Ire, voor dwarsfluit, hobo, klarinet, fagot en piano
- Jardin sidéral, voor cello en piano
- Les Cataractères, voor altviool solo en contrabas
- Magisme, voor dwarsfluit en piano
- Nosergfol, voor dwarsfluit en gitaar
- Pentacle, voor koperkwintet
- Salicionaux, voor blokfluit-ensemble
- Sapiaxono, voor altsaxofoon en piano
- Shamisen, voor strijktrio
- Signatures, voor drie klarinetten
- Sorcels, voor fagot solo
- Suite en Rouge, voor koperkwartet
- Toca-Senh, voor kopersextet
- X.Y.Z., voor drie dwarsfluiten

### Werken voor orgel
- 13 Travaux

### Werken voor piano
- 1979 Vite fait...!, voor twee piano's
- 3 Zamusic
- Contre-Tango
- La Lettre à Camille
- La Septiéme Saison, voor pianotrio
- Quartiers Populistes

### Werken voor harp
- Astralité
- Brin

### Werken voor slagwerk
- Contre-Sujet Vol. 1, voor slagwerkers en piano
- Contre-Sujet Vol. 2, voor slagwerkers en piano
- Percussion power
  1. Medium tempo
  2. Bruitage Musical
- Sonata, voor slagwerk

### Werken voor gitaar
- Hexa-Actes

### Werken voor accordeon
- Petite Suite continentale
- Phonescence

### Filmmuziek
- 1995 Robert-Houdin: Une vie de magicien (tv)

### Pedagogische werken
- 15 Etudes de Concours, voor tuba solo
- 15 Etudes sur le Phrase et la Velocite, voor tuba solo
- 24 Studies for Range and Technique, tuba solo
- 24 Studies for Intonation and Breathing, voor tuba solo
- 24 Studies for Flexibility, voor tuba solo
- 24 Studies for Rhythm and Staccato, voor tuba solo
- 28 Etudes de Virtuosité, voor eufonium of bariton
- Pièces Classiques - Vol. 3

## Literaire werken
- Atsmeuk
- Carte blanche
- Cœur de fer
- L'affaire FFOPP
- L'odyssée
- La Hallebarde
- Les navires du soleil
- Nuits du Mont Rome
- Round
- L'inventeur d'imaginaire